# Thelypteris supranitens
Thelypteris supranitens là một loài thực vật có mạch trong họ Thelypteridaceae. Loài này được (H. Christ) C.F. Reed miêu tả khoa học đầu tiên năm 1968.